# Tower Hill Station
Tower Hill Station er en London Underground-station på Tower Hill i bydelen Tower Hamlets.
Stationen er i takstzone 1 og nær Tower of London. Stationens indgang er placeret få meter fra et af de største bevarede segmenter af den romerske mur, der tidligere omgav det, der nu er City of London.
Den er på Circle line mellem Monument og Aldgate, og på District line mellem Monument og Aldgate East. Den er få meter fra Tower Gateway DLR-station og Fenchurch Street fjerntogsstation. Stationen gennemgik en meget forsinket renovering, der var fuldendt i 2008.
Den blev bygget på grunden for den tidligere Tower of London Station, der blev lukket tidligt i The Undergrounds historie. Den erstattede en station med samme navn, men tidligere kaldet Mark Lane Station, der var længere mod vest.
Denne station har tre perronspor, hvoraf et spor er for tog, der vender på Tower Hill.

## Transportforbindelser
London buslinje 15, 42, 78, RV1 og natlinje N15.

## Betjening udenfor myldretiden
Det typiske betjeningsmønster udenfor myldretiden er:
- District line
  - 12 tog pr. time til Upminster
  - 6 tog pr. time til Ealing Broadway
  - 6 tog pr. time til Richmond
  - 6 tog pr. time til Wimbledon
- Circle line
  - 6 tog pr. time via Aldgate
  - 6 tog pr. time via Embankment

## Galleri
- Oprindelig indgang, der nu kun benyttes som udgang.
- Østgående perron, set mod øst.
- Tog mod Upminster, der forlader den østgående perron.
- Rondel på perron, hvor vejvisning til Tower Gateway DLR-station er skjult, grundet dennes renovering (august 2008)